# Handwerkskammer Ulm
Die Handwerkskammer Ulm ist eine von 53 Handwerkskammern in Deutschland und eine Körperschaft des öffentlichen Rechts. Gesetzliche Grundlage ist das Gesetz zur Ordnung des Handwerks. Die Handwerkskammer Ulm ist Interessensvertretung für mehr als 20.000 Mitgliedsbetriebe in den Landkreisen Ostalb, Heidenheim, Alb-Donau, Biberach, Ravensburg, Bodensee und dem Stadtkreis Ulm. Diese erwirtschaften einen Gesamtumsatz von ca. 17 Milliarden Euro im Jahr. In den Betrieben der Handwerkskammer Ulm arbeiten mehr als 120.000 Beschäftigte in rund 130 Gewerken.

## Struktur und Organisation
Die Handwerkskammer Ulm gliedert sich derzeit in fünf Geschäftsbereiche, sowie zwei Stabsstellen. Geführt wird die Kammer durch einen Präsidenten und einen Hauptgeschäftsführer. Der hauptamtlich tätige Hauptgeschäftsführer leitet die Geschäfte, während der ehrenamtlich gewählte Präsident vor allem politische und Repräsentationsaufgaben übernimmt. Derzeit ist Tobias Mehlich Hauptgeschäftsführer. Seit Ende September 2024 ist Katja Maierdie erste Präsidenten in der 125-jährigen Geschichte der Handwerkskammer Ulm.
Die Mitgliedsbetriebe der Handwerkskammer Ulm entsenden alle fünf Jahre ihre Vertreter in die Vollversammlung. Diese werden durch Listen in allgemeiner, gleicher und geheimer Wahl, gemäß der Handwerksordnung, gewählt. Die Vollversammlung der Kammer besteht aus 39 Mitgliedern. Davon vertreten 26 die Arbeitgeberseite und 13 die Forderungen der Arbeitnehmer. Der Vorstand des handwerklichen Parlamentes wird aus der Vollversammlung heraus gewählt und besteht aus einem Vorsitzenden (Präsident) sowie seinen zwei Vertretern (Vizepräsidenten), von denen einer Geselle oder ein anderer Arbeitnehmer mit abgeschlossener Berufsausbildung (Arbeitnehmervertreter) sein muss. Des Weiteren gehören neun weitere Mitglieder dem Vorstand an.

## Gesetzliche Aufgaben
Die Handwerkskammer Ulm ist Interessensvertretung und Selbstverwaltung des Handwerks für alle Belange des Gesamthandwerks im Kammergebiet. Derzeit sind rund 160 Mitarbeiter beschäftigt. Die Handwerkskammer Ulm untersteht der Aufsicht des Wirtschaftsministeriums des Landes Baden-Württemberg. Gleichzeitig übernimmt sie staatliche Aufgaben wie die Rechtsaufsicht über die Innungen und die Kreishandwerkerschaften im Kammerbezirk.
Die Mitgliedschaft ist für alle Handwerker, ob selbständig, angestellt oder in Ausbildung verbindlich. Die Handwerkskammer verzeichnet ihre Mitglieder in der Handwerksrolle und regelt die berufliche Ausbildung in den Handwerksberufen. Dazu führt sie unter anderem die Lehrlingsrolle, ein Verzeichnis aller in ihrem Bezirk bestehender Berufsausbildungsverträge. In Gesellen- und Meisterprüfungsausschüssen sind Handwerker aktiv und nehmen die jeweiligen Prüfungen der einzelnen Berufe ab. Auch benennt die Handwerkskammer Ulm öffentlich bestellte und vereidigte Sachverständige.

## Dienstleistungsangebot
Die Handwerkskammer versteht sich als Dienstleister und Ansprechpartner für das Handwerk und seine Mitgliedsbetriebe in ihrem Kammerbezirk. Dabei stehen vor allem Beratungs- und Weiterbildungsangebote im Vordergrund. So unterstützt z. B. das Starter-Center der Handwerkskammer Ulm bei der Existenzgründung, das „Zentrum für Betriebsnachfolge (ZEN)“ bei der Übergabe bzw. Übernahme eines bereits bestehenden Betriebes. Des Weiteren stehen die Berater der Handwerkskammer Ulm den Mitgliedsbetrieben bei Fragen zu Themen wie Betriebswirtschaft, Personalberatung, Recht, Umweltschutz, Technologien und Innovationen, Formgebung sowie Öffentlichkeitsarbeit und Ausbildung zur Seite. Neben der individuellen Unterstützung übernimmt die Handwerkskammer Ulm auch hoheitliche Aufgaben wie beispielsweise die Rechtsaufsicht über die Kreishandwerkerschaften und Innungen, die Gestaltung und Durchführung von Gesellen- und Meisterprüfungen sowie das Führen der Handwerks- und der Lehrlingsrolle.

### Bildungsakademien
Zur Handwerkskammer Ulm gehören die drei Bildungsakademien in Friedrichshafen und Ulm sowie die Schweißtechnische Lehranstalt, die ebenfalls ihren Sitz in der Bildungsakademie Ulm hat. Dort werden neben den Meisterkursen überbetriebliche Ausbildungen durchgeführt, welche den Auszubildenden einen erweiterten Einblick in ihr Gewerk ermöglichen. In ÜBA-Lehrgängen erlernen die Auszubildenden Fertigkeiten, die nicht in jedem Lehrbetrieb anfallen oder dort nur schwer mit der notwendigen Ruhe und Intensität zu vermitteln sind, um so breit und vielfältig wie möglich auf die spätere Beschäftigung im jeweiligen Beruf vorbereitet zu sein.

### Weiterbildungszentrum für innovative Energietechnologien
Das Weiterbildungszentrum für innovative Energietechnologien Ulm (WBZU) in der Wissenschaftsstadt am Ulmer Eselsberg ist seit Anfang des Jahres 2014 Bildungsstätte der Handwerkskammer Ulm. Die Kernaufgabe des WBZU besteht darin, neue Energietechnologien wie Brennstoffzellen, Wasserstoff, Batterien und Mini-Blockheizkraftwerke in der Praxiseinführung zu begleiten und die entsprechenden Berufsgruppen frühzeitig aus- und weiterzubilden. Auch Schüler und Studenten sowie die interessierte Öffentlichkeit sind regelmäßige Teilnehmer am WBZU und nutzen hier die Möglichkeit, die neuen energietechnischen Innovationen zu erleben und zu begreifen. Das WBZU wurde 2002 mit Unterstützung des Landes Baden-Württemberg und des Bundes mit dem Auftrag der Aus- und Weiterbildung sowie der Öffentlichkeitsarbeit im Bereich der Wasserstoff- und Brennstoffzellentechnologie gegründet.